# Under samma tak (svensk TV-serie)
Under samma tak är en svensk TV-serie från 2015 som sänds på SVT1. I serien ska fem personer från den yngre generationen och fem personer från den äldre generationen samsas "under samma tak".